# Pic de Costabonne
Le pic de Costabonne ou pic du Costabonne (en catalan : Costabona) est un sommet pyrénéen situé sur la frontière entre l'Espagne et la France, entre Prats-de-Mollo-la-Preste et Setcases. Il sépare les vallées du Tech (qui prend sa source sur ses flancs) et du Ter. Son sommet, situé à 2 465 ou 2 467 mètres d'altitude, comporte une borne géodésique.

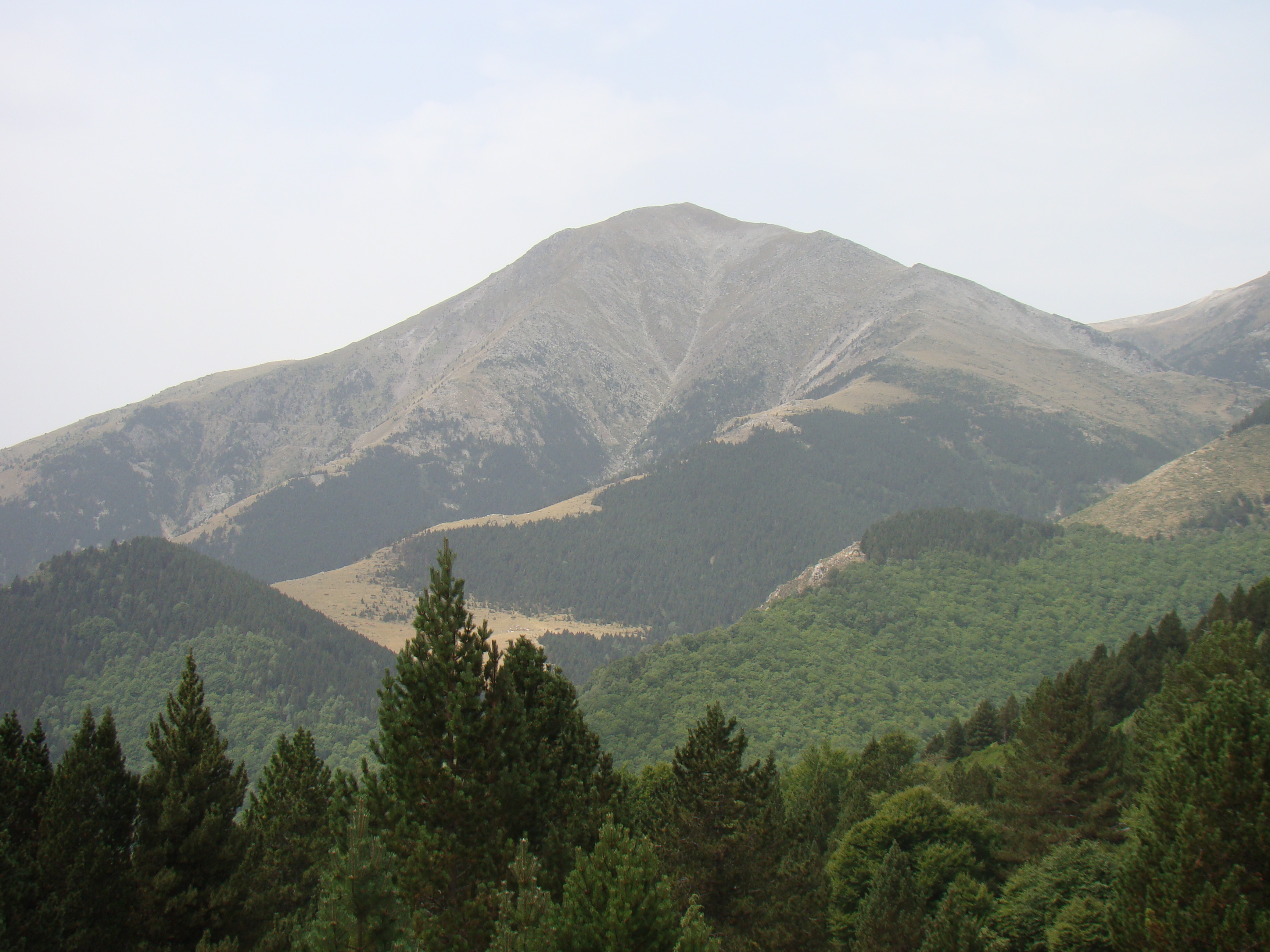
Vue du Costabonne depuis l'est.

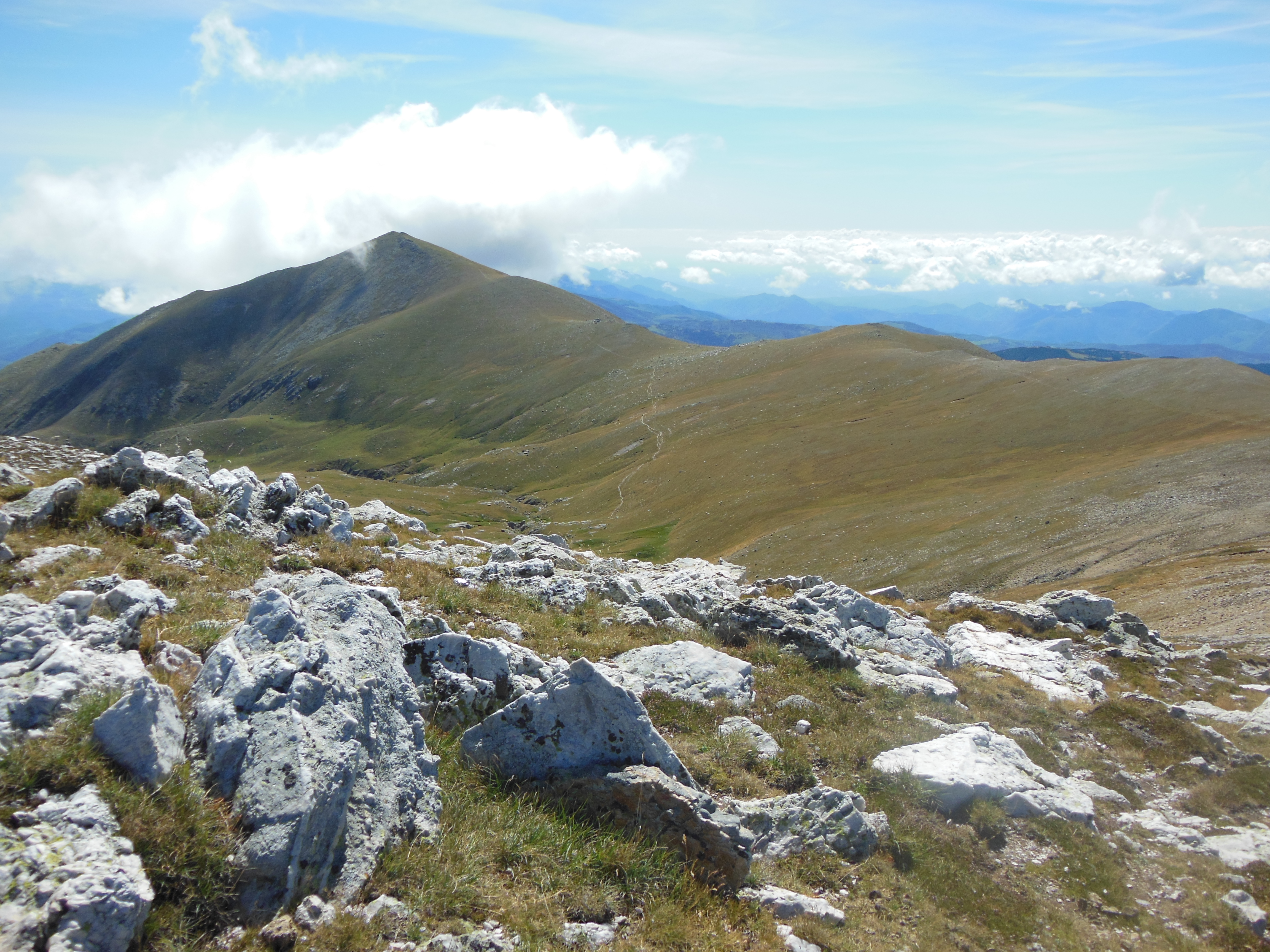
Vue du Costabonne depuis le roc Colom au nord-ouest.

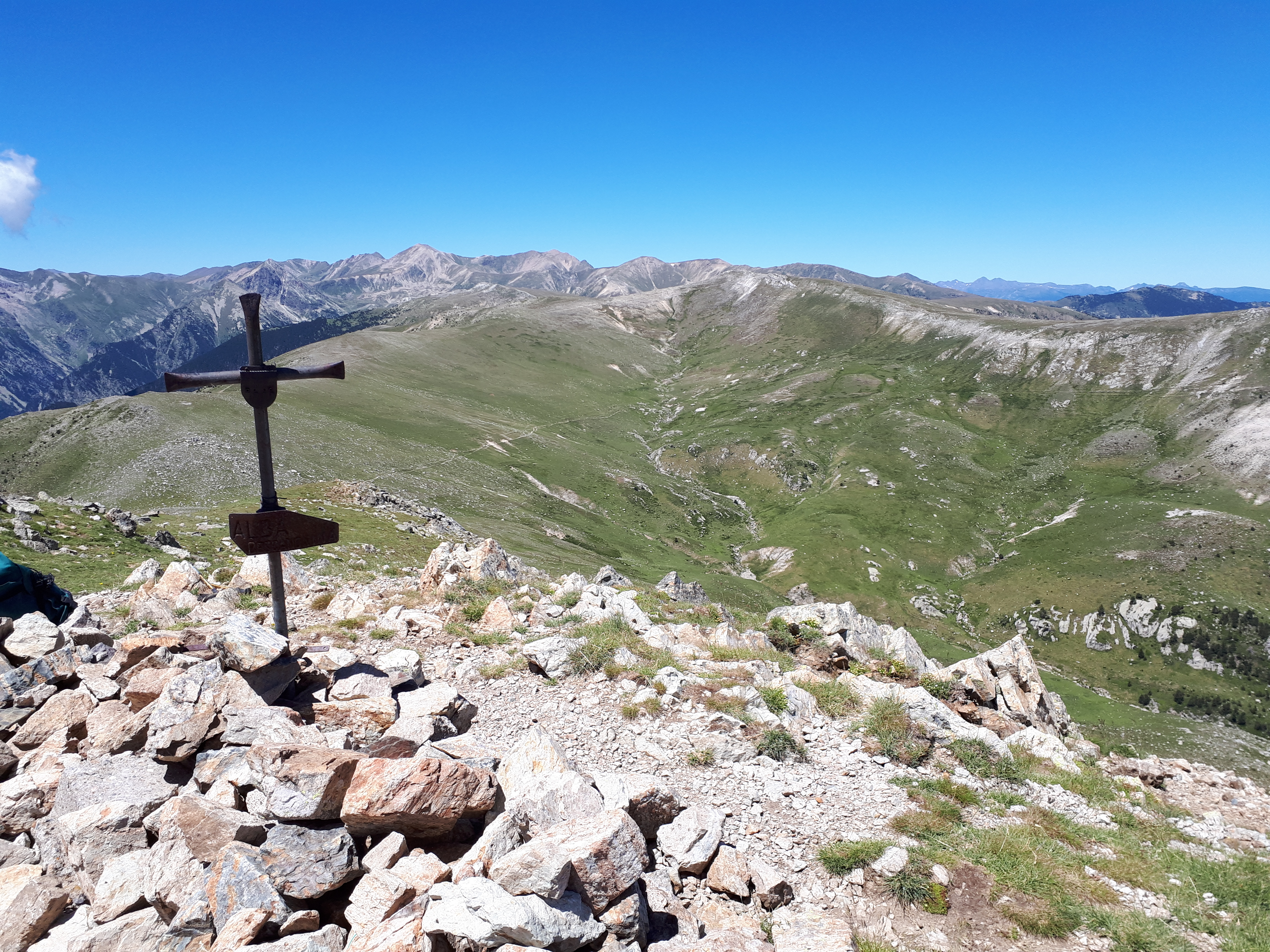
La source du Tech, vue depuis le pic de Costabonne. Le roc Colom (2507 m) se situe un peu à droite de la tête de la vallée, où il y a un affleurement de quartz blanc.

## Toponymie
Le latin costa bona signifie « bon versant (de montagne) ». Il est un des nombreux toponymes de Prats-de-Mollo-la-Preste évoquant le pastoralisme. Le nom de Prats-de-Mollo lui-même signifiant « prés de Molló ».
La francisation a ajouté un n comme dans « bonne ». On dit parfois simplement le Costabonne, au masculin.

## Géographie

### Topographie
Le pyrénéiste Georges Véron déclare : « Sans porter ombrage à la souveraineté de Canigou, le Costabonne est l'incontestable seigneur du Vallespir. Quand on vient de la Méditerranée en suivant la chaîne frontière, c'est le premier « 2 000 » que l'on rencontre. Le Tech prend sa source sur le flanc de cette pyramide qui constitue un belvédère. »

## Histoire
Jusqu'au XIXe siècle, de petits gisements de grenat étaient exploités sur le massif du Costabona pour fabriquer le grenat de Perpignan.

## Voies d'accès et randonnées
Le départ s'effectue au grand parking terminal de La Preste. Plusieurs sentiers plus ou moins raides montent rapidement vers la crête frontière, dont une route forestière montant à l'ancienne mine de fer et un sentier par le col de Siern. Le sommet s'obtient en 3 h 30 environ par des marcheurs habitués à une forte dénivellation (1 500 mètres). Une boucle de retour par la cabane forestière de l'Ouillat est possible.
Après mi-août, les orages peuvent monter très rapidement.